# Danica Patrick
Danica Sue Patrick (Beloit, 25 marzo 1982) è un'ex pilota automobilistica, imprenditrice, ex modella e testimonial pubblicitaria statunitense.
È la donna di maggior successo nella storia dei campionati automobilistici statunitensi; è stata l'unica donna a vincere una gara della IndyCar Series, la Indy Japan 300 del 2008, grazie alla quale è fra le sole tre donne che siano state capaci di aggiudicarsi gare automobilistiche nelle più importanti competizioni a livello mondiale, assieme a Jutta Kleinschmidt (vincitrice del Rally Dakar 2001) e Michèle Mouton (vincitrice di quattro gare nel campionato del mondo rally).
Detiene i migliori risultati ottenuti da una donna nella 500 Miglia di Indianapolis e nella Daytona 500, rispettivamente 3º ed 8º posto, ed è l'unica ad aver compiuto giri al comando in entrambe le gare, statistica che la colloca nel ristretto club di soli 14 piloti che nella storia sono riusciti a farlo. È inoltre l'unica donna ad aver conquistato una pole position in una gara NASCAR, ottenuta proprio nella Daytona 500 del 2013.
Si è ritirata dalle corse al termine della Indy 500 del 2018.

## La carriera: gli inizi
Cresciuta a Roscoe, Illinois, inizia nei Kart all'età di 10 anni vincendo numerosi campionati nazionali, per poi lasciare la scuola e trasferirsi a 16 anni in Inghilterra dove rimarrà per tre anni guidando in Formula Vauxhall e Formula Ford, conquistando nel 2000 il secondo posto nel prestigioso Formula Ford Festival ed eguagliando il miglior risultato ottenuto da uno statunitense nell'evento (in precedenza Danny Sullivan).
I suoi risultati, sebbene non eccelsi, catturarono l'attenzione di Bobby Rahal, statunitense ex campione CART e all'epoca direttore del team Jaguar F1, il quale inserì la Patrick nel programma di sviluppo dei giovani per un potenziale futuro in Formula 1. Ma la decisione di licenziare Rahal da parte del nuovo boss Jaguar Niki Lauda fermò bruscamente i piani per un futuro in Europa; a causa di questo cambiamento nello scenario, al termine del 2001 Danica decise di tornare negli Stati Uniti.
Tra il 2002 e il 2004 disputò diverse gare nel campionato Barber Dodge, debuttò nell'American Le Mans Series a bordo di una Ferrari 550 Prodrive, vinse la classica annuale Toyota Pro/Celebrity Race sul circuito cittadino di Long Beach, ma soprattutto partecipò a due campionati in Formula Atlantic nel 2003 e 2004, la categoria propedeutica alla Champ Car, guidando per il team di Bobby Rahal che nel frattempo decise di dare seguito all'investimento avviato negli anni precedenti in Europa. I risultati furono promettenti, e nonostante non riuscì ad ottenere una vittoria nelle 24 gare disputate si piazzò per cinque volte a podio, con numerose top 10 ed una pole position, arrivando al 6º e al 3º posto in classifica generale. Nel frattempo Rahal trasferì nella Indy Racing League il suo team che all'epoca militava in Champ Car (mossa effettuata anche da team prestigiosi come Penske e Ganassi), permettendo così a Danica di debuttare nel 2005 come pilota full-time in IndyCar, assieme al connazionale Buddy Rice (vincitore della Indy 500 del 2004) e il brasiliano Vitor Meira, nel team Rahal Letterman Racing.

## IndyCar
Nel suo primo anno in IndyCar salì alla ribalta internazionale grazie alla straordinaria performance al debutto nella Indy 500, nella quale si qualificò quarta e terminò la gara al 4º posto dopo aver accarezzato il sogno della vittoria sino a pochi giri dal termine; il risultato le valse il titolo di miglior debuttante nella gara, oltre a rappresentare un record per il sesso femminile nello storico appuntamento dell'Indiana. Nel prosieguo della stagione mise a segno tre pole position, eguagliando il record di partenze al palo ottenute da un debuttante che apparteneva al sudafricano figlio d'arte Tomas Scheckter, e terminò al 12º posto in classifica generale guadagnando così il titolo di miglior rookie dell'anno. La Patrick si trovò subito a suo agio sugli ovali, nonostante fosse una disciplina che non aveva mai praticato nelle categorie minori fatta eccezione per una sola gara a Milwaukee nel campionato Atlantic del 2004, ma il suo stile di guida preciso e pulito rese la transizione quasi immediata.

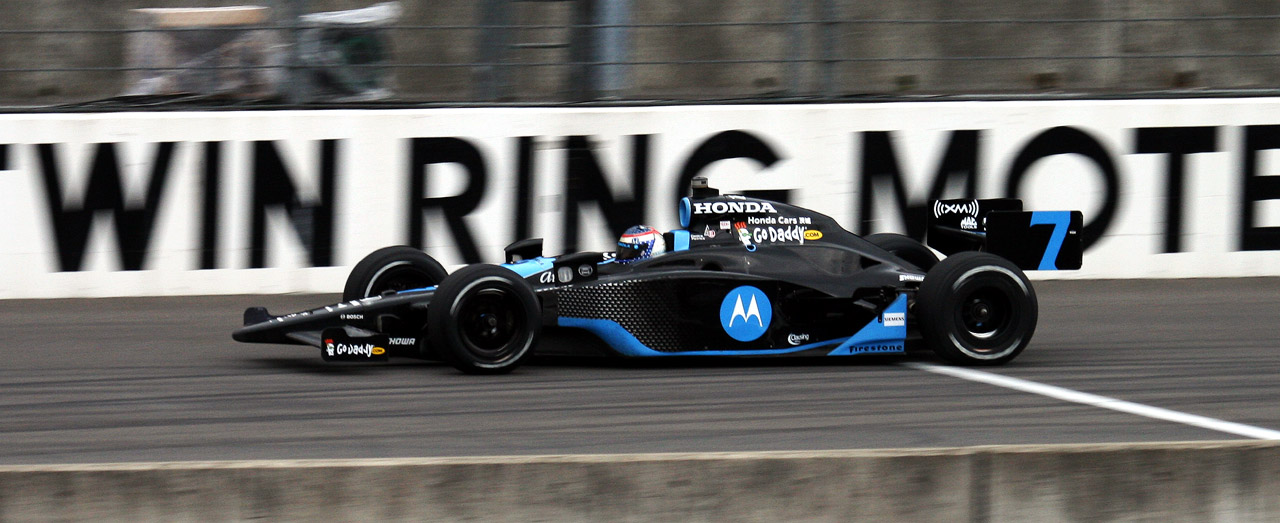
Danica Patrick a Motegi (2008)

In attesa della stagione 2006 in IndyCar, partecipò in Gennaio alla prima delle due 24 ore di Daytona disputate in carriera (la seconda nel 2009) insieme al campione NASCAR Rusty Wallace, e i vincitori della 24 ore di Le Mans Allan McNish e Jan Lammers; l'equipaggio fu costretto ad abbandonare la gara dopo poche ore. Il campionato IndyCar iniziò con la morte del compagno di squadra Paul Dana sull'ovale di Homestead, e fu caratterizzata da un cambio di chassis operato durante la stagione dal team di Rahal il quale sostituì il telaio Panoz G-Force con quello Dallara IR05 che era ormai usato dalla grande maggioranza delle squadre. La competitività dell'intero team diminuì a causa del fisiologico processo di adattamento, ma la pilota statunitense riuscì comunque a migliorare il suo piazzamento in campionato con un 9º posto battendo i compagni di squadra, e al termine dell'anno la sua esperienza nel team del suo mentore Bobby Rahal giunse alla conclusione.
Nel 2007 passò al team Andretti Green Racing, vincitore dei campionati IRL nel 2004 e 2005 con il brasiliano Tony Kanaan e il britannico Dan Wheldon (nel frattempo approdato a Ganassi), formando un dream team completato dallo stesso Kanaan, lo scozzese Dario Franchitti e lo statunitense Marco Andretti, nipote di Mario Andretti e figlio dell'ex pilota e co-proprietario del team Michael. La stagione terminò ancora senza vittorie, ma arrivarono comunque tre podi e il miglior piazzamento finale in carriera fino a quel punto: 7º posto con 424 punti, che rappresentano ad oggi il maggior numero di punti da lei totalizzati in una singola stagione.
Il 2008, anno della riunificazione tra Champ Car e IndyCar, fu la stagione della prima storica vittoria ottenuta a Motegi, e si concluse al 6º posto. L'anno successivo, iniziato con l'8º posto nella 24 ore di Daytona, migliorò ulteriormente di una posizione il suo piazzamento finale, concludendo come prima classificata in casa Andretti, mentre i primi quattro posti furono occupate dai piloti dei team Penske e Ganassi che dominarono il campionato vincendo 16 gare su 17. La sua stagione fu impreziosita dal 3º posto a Indianapolis che superò il precedente record per una donna da lei stessa detenuto con il 4º posto del 2005. Nel Dicembre del 2009 annunciò l'estensione per due anni del contratto che la legava al team Andretti, e poco dopo ufficializzò l'ingresso in NASCAR attraverso un calendario part-time della durata di due anni nella serie cadetta, la Nationwide Series, con in programma 13 gare nel 2010 e 12 nel 2011 da disputare con il team JR Motorsports (fondato dal celebre pilota Dale Earnhardt Jr) nelle settimane libere dagli impegni in IndyCar. L'operazione fu la conferma definitiva delle voci che da tempo ipotizzavano lo sbarco di Danica nel popolare campionato a ruote coperte, e in particolare fu agevolato dalla connessione del suo sponsor storico in IndyCar, GoDaddy, che era già presente in NASCAR sponsorizzando proprio una delle vetture JR Motorsports.
La sua carriera in IndyCar proseguì per i due anni previsti dal contratto con Andretti, con prestazioni e risultati altalenanti fra cui due secondi posti nel 2010 e due decimi posti nella classifica finale, peggiori risultati sin dalla stagione del debutto nel 2005. In Agosto annunciò il passaggio definitivo in NASCAR nel 2012 e per i successivi anni, con un calendario full-time in Nationwide per JR Motorsports e un programma part-time di 10 gare nella serie maggiore, la Sprint Cup, guidando una vettura del team Stewart-Haas Racing del pilota e co-fondatore Tony Stewart. Al termine della carriera in IndyCar la Patrick raggiunse l'invidiabile record di 50 gare consecutive senza ritiri che testimoniava la sua costanza e pulizia di guida. La sua ultima gara sull'ovale di Las Vegas nel 2011 coincise anche con la tragica morte di Dan Wheldon.
Tuttavia nel Novembre del 2017, in concomitanza con l'annuncio del suo ritiro dalle corse, dichiarò l'intenzione di correre un'ultima volta in IndyCar, nella Indy 500 disputata il 27 maggio 2018 per il team Ed Carpenter Racing e conclusasi con un ritiro per incidente dopo aver ottenuto il 7º posto in qualifica.

## NASCAR

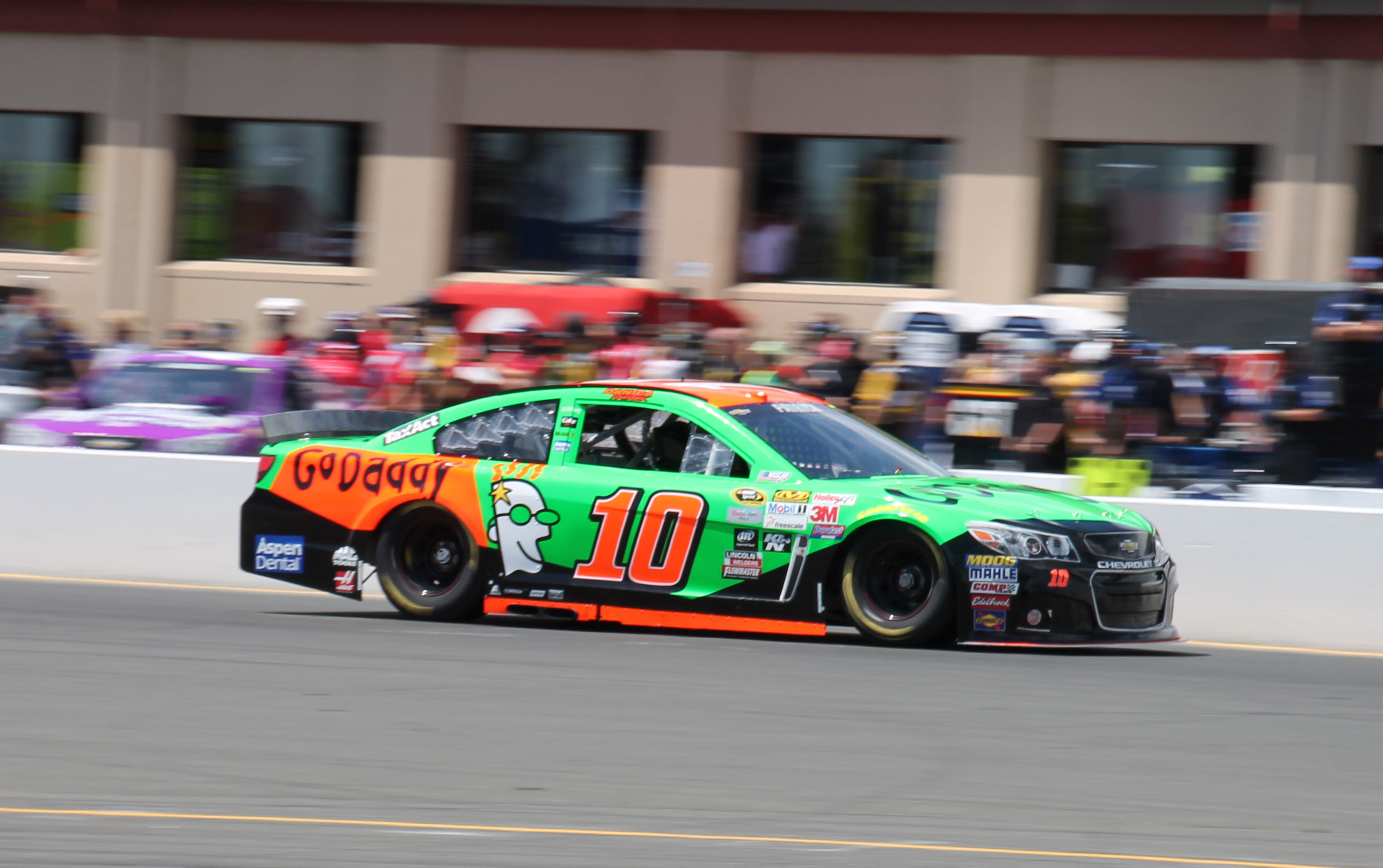
Danica Patrick a Sonoma (2015)

I primi due anni part-time trascorsi in Nationwide si rivelarono difficili per via della grande differenza in termini di guida fra le vetture IndyCar e le Stock-Car, che già mise in difficoltà diversi campioni delle ruote scoperte che in precedenza provarono l'avventura in NASCAR, tra cui Sam Hornish Jr, Juan Pablo Montoya e Dario Franchitti. La Patrick utilizzò le prime 25 gare per acquisire familiarità con il mezzo e con lo stile di corsa molto più ruvido e incline al contatto a differenza delle gare IndyCar, migliorando gradualmente e ottenendo 3 top 10 tra cui un 10º posto a Daytona dove comandò la gara per larghi tratti sino a tre giri dal termine, ed un 4º posto a Las Vegas che resterà il suo miglior risultato in una gara NASCAR. Nel 2012 il salto definitivo correndo full-time, partendo dalla pole nella prima gara a Daytona; il resto della stagione fu comunque difficile e terminò al 10º posto con 4 top 10. Tra gli highlights in Nationwide il contatto con Jacques Villeneuve a Road America mentre i due erano in lotta per il podio, ed i giri al comando a Montréal prima di essere fermata da un problema meccanico. Disputò inoltre dieci gare nella Sprint Cup in preparazione dell'anno successivo, senza risultati degni di nota.
Nel 2013 il passaggio in Cup, che si aprì subito con la storica pole position per la Daytona 500, a cui fece seguito l'ottavo posto in gara e miglior risultato di sempre per una donna nel famoso evento. Ciò nonostante nei cinque anni seguenti non arrivò il successo sperato, stagioni avare di soddisfazioni e caratterizzate da poche luci, molte ombre e diversi ritiri dovuti ad incidenti, sebbene raggiunse il record di top 10 (sette) per una donna nella storia della massima serie NASCAR, con un sesto posto ad Atlanta nel 2014 come punto più alto. Nelle prime due stagioni dimostrò sensibili miglioramenti e sprazzi di ottima competitività specialmente in qualifica, ma finì per stabilizzarsi a centro gruppo sia in termini di prestazioni che di risultati, restando comunque nel team con il quale iniziò la sua esperienza in Cup con diversi avvicendamenti nello staff di ingegneri e meccanici sulla sua vettura. In seguito alla decisione dello sponsor Nature's Bakery di interrompere il rapporto con Stewart-Haas alle porte della stagione 2017, e il mancato raggiungimento di una nuova partnership in sostituzione, il team comunicò nel Settembre dello stesso anno il non rinnovo del contratto con la pilota del Wisconsin, la quale dichiarò a Novembre la volontà di chiudere la sua carriera disputando due gare nel 2018, la Daytona 500 e la 500 Miglia di Indianapolis, concluse entrambe con un ritiro.

## Statistiche
Nota: le gare in grassetto indicano le pole positions

### IndyCar
| Anno | Squadra             | No. | Vettura         | Motore | 1       | 2      | 3      | 4       | 5       | 6        | 7      | 8       | 9      | 10      | 11      | 12     | 13     | 14      | 15     | 16     | 17      | 18     | 19      | Posizione | Punti |
| ---- | ------------------- | --- | --------------- | ------ | ------- | ------ | ------ | ------- | ------- | -------- | ------ | ------- | ------ | ------- | ------- | ------ | ------ | ------- | ------ | ------ | ------- | ------ | ------- | --------- | ----- |
| 2005 | Rahal Letterman     | 16  | Panoz           | Honda  | HMS Ret | PHX 15 | STP 12 | MOT 4   | INDY 4  | TXS 13   | RCH 10 | KAN 9   | NSH 7  | MIL Ret | MCH Ret | KTY 16 | PIK 8  | SNM Ret | CHI 6  | WGL 16 | CAL Ret |        |         | 12ª       | 325   |
| 2006 | Rahal Letterman     | 16  | Panoz / Dallara | Honda  | HMS1 NP | STP 6  | MOT 8  | INDY 8  | WGL 8   | TXS 12   | RCH 15 | KAN 11  | NSH 4  | MIL 4   | MCH Ret | KTY 8  | SNM 8  | CHI 12  |        |        |         |        |         | 9ª        | 302   |
| 2007 | Andretti Green      | 7   | Dallara         | Honda  | HMS Ret | STP 8  | MOT 11 | KAN 7   | INDY 8  | MIL 8    | TXS 3  | IOW Ret | RCH 6  | WGL 11  | NSH 3   | MDO 5  | MCH 7  | KTY Ret | SNM 6  | DET 2  | CHI 11  |        |         | 7ª        | 424   |
| 2008 | Andretti Green      | 7   | Dallara         | Honda  | HMS 6   | STP 10 | MOT 1  | LBH2 NP | KAN Ret | INDY Ret | MIL 9  | TXS 10  | IOW 6  | RCH 6   | WGL 14  | NSH 5  | MDO 12 | EDM 18  | KTY 11 | SNM 5  | DET 16  | CHI 10 | SRF3 18 | 6ª        | 379   |
| 2009 | Andretti Green      | 7   | Dallara         | Honda  | STP Ret | LBH 4  | KAN 5  | INDY 3  | MIL 5   | TXS 6    | IOW 9  | RCH 5   | WGL 11 | TOR 6   | EDM 11  | KTY 8  | MDO 19 | SNM 16  | CHI 12 | MOT 6  | HMS 19  |        |         | 5ª        | 393   |
| 2010 | Andretti Autosport  | 7   | Dallara         | Honda  | SAO 15  | STP 7  | ALA 19 | LBH 16  | KAN 11  | INDY 6   | TXS 2  | IOW 10  | WGL 20 | TOR 6   | EDM 15  | MDO 21 | SNM 16 | CHI 14  | KTY 9  | MOT 5  | HMS 2   |        |         | 10ª       | 367   |
| 2011 | Andretti Autosport  | 7   | Dallara         | Honda  | STP 12  | ALA 17 | LBH 7  | SAO 23  | INDY 10 | TXS1 16  | TXS2 8 | MIL 5   | IOW 10 | TOR 19  | EDM 9   | MDO 21 | NHM 6  | SNM 21  | BAL 6  | MOT 11 | KTY 10  | LVS4 C |         | 10ª       | 314   |
| 2018 | Ed Carpenter Racing | 13  | Dallara         | Chevy  | STP     | PHX    | LBH    | ALA     | IGP     | INDY Ret | DET1   | DET2    | TXS    | ROA     | IOW     | TOR    | MDO    | POC     | GAT    | POR    | SNM     |        |         |           | 13    |

Note:
1 Il team Rahal Letterman non prese parte alla prima gara della stagione 2006 ad Homestead in seguito alla morte di Paul Dana avvenuta durante le prove
2 La gara di Long Beach nel 2008 fu la gara di addio della Champ Car ed ebbe luogo nello stesso weekend della gara di Motegi; vi parteciparono solo i team della ex-Champ Car che ad inizio 2008 si unirono alla IndyCar
3 Gara non valevole per il campionato
4 La gara di Las Vegas fu dichiarata conclusa e risultati cancellati al termine del 12º giro, in seguito all'incidente mortale occorso a Dan Wheldon

### NASCAR

#### Sprint Cup Series - Monster Energy Cup Series
| Anno | Squadra             | No. | Vettura e motore | 1       | 2       | 3       | 4      | 5       | 6      | 7      | 8       | 9      | 10      | 11      | 12      | 13     | 14     | 15      | 16     | 17      | 18     | 19      | 20       | 21      | 22     | 23     | 24      | 25      | 26     | 27     | 28      | 29     | 30      | 31      | 32      | 33      | 34     | 35     | 36      | Posizione | Punti |
| ---- | ------------------- | --- | ---------------- | ------- | ------- | ------- | ------ | ------- | ------ | ------ | ------- | ------ | ------- | ------- | ------- | ------ | ------ | ------- | ------ | ------- | ------ | ------- | -------- | ------- | ------ | ------ | ------- | ------- | ------ | ------ | ------- | ------ | ------- | ------- | ------- | ------- | ------ | ------ | ------- | --------- | ----- |
| 2012 | Stewart-Haas Racing | 10  | Chevy            | DAY 38  | PHX     | LVS     | BRI    | CAL     | MAR    | TEX    | KAN     | RCH    | TAL     | DAR 31  | CLT 30  | DOV    | POC    | MCH     | SNM    | KTY     | DAY    | NHM     | INDY     | POC     | WGL    | MCH    | BRI Ret | ATL 29  | RCH    | CHI 25 | NHM     | DOV 28 | TAL     | CLT     | KAN Ret | MAR     | TEX 24 | PHX 17 | HMS     | 62ª       | 0     |
| 2013 | Stewart-Haas Racing | 10  | Chevy            | DAY 8   | PHX Ret | LVS 33  | BRI 28 | CAL 26  | MAR 12 | TEX 28 | KAN 25  | RCH 29 | TAL Ret | DAR 28  | CLT 29  | DOV 24 | POC 29 | MCH 13  | SNM 29 | KTY 23  | DAY 13 | NHM Ret | INDY 30  | POC Ret | WGL 20 | MCH 23 | BRI 26  | ATL 21  | RCH 30 | CHI 20 | NHM 27  | DOV 29 | KAN Ret | CLT 20  | TAL 33  | MAR 17  | TEX 25 | PHX 33 | HMS 20  | 27ª       | 646   |
| 2014 | Stewart-Haas Racing | 10  | Chevy            | DAY Ret | PHX 36  | LVS 21  | BRI 18 | CAL 14  | MAR 32 | TEX 27 | DAR 22  | RCH 34 | TAL 22  | KAN 7   | CLT Ret | DOV 23 | POC 37 | MCH 17  | SNM 18 | KTY 21  | DAY 8  | NHM 22  | INDY Ret | POC 30  | WGL 21 | MCH 18 | BRI 27  | ATL 6   | RCH 16 | CHI 19 | NHM 19  | DOV 25 | KAN 16  | CLT 26  | TAL 19  | MAR Ret | TEX 36 | PHX 22 | HMS 18  | 28ª       | 735   |
| 2015 | Stewart-Haas Racing | 10  | Chevy            | DAY 21  | ATL 16  | LVS 27  | PHX 26 | CAL 19  | MAR 7  | TEX 16 | BRI 9   | RCH 25 | TAL 21  | KAN 27  | CLT 22  | DOV 15 | POC 37 | MCH 16  | SNM 24 | DAY Ret | KTY 34 | NHM 24  | INDY 27  | POC 16  | WGL 17 | MCH 25 | BRI 27  | DAR Ret | RCH 19 | CHI 26 | NHM Ret | DOV 21 | CLT 19  | KAN 22  | TAL 27  | MAR Ret | TEX 16 | PHX 16 | HMS 24  | 24ª       | 716   |
| 2016 | Stewart-Haas Racing | 10  | Chevy            | DAY Ret | ATL 20  | LVS 21  | PHX 19 | CAL Ret | MAR 16 | TEX 21 | BRI 27  | RCH 24 | TAL Ret | KAN 20  | DOV 13  | CLT 21 | POC 32 | MCH 21  | SNM 19 | DAY 27  | KTY 17 | NHM 14  | INDY 22  | POC 22  | WGL 21 | BRI 22 | MCH 23  | DAR 24  | RCH 15 | CHI 24 | NHM 18  | DOV 28 | CLT 11  | KAN 18  | TAL 20  | MAR 24  | TEX 24 | PHX 29 | HMS 19  | 24ª       | 689   |
| 2017 | Stewart-Haas Racing | 10  | Ford             | DAY Ret | ATL 17  | LVS Ret | PHX 22 | CAL 26  | MAR 23 | TEX 24 | BRI Ret | RCH 18 | TAL Ret | KAN Ret | CLT 25  | DOV 10 | POC 16 | MCH Ret | SNM 17 | DAY Ret | KTY 15 | NHM 13  | INDY 11  | POC 15  | WGL 22 | MCH 22 | BRI 25  | DAR 26  | RCH 23 | CHI 18 | NHM 18  | DOV 18 | CLT Ret | TAL Ret | KAN Ret | MAR 17  | TEX 17 | PHX 25 | HMS Ret | 28ª       | 511   |
| 2018 | Premium Motorsports | 7   | Chevy            | DAY Ret | ATL     | LVS     | PHX    | CAL     | MAR    | TEX    | BRI     | RCH    | TAL     | DOV     | KAN     | CLT    | POC    | MCH     | SNM    | CHI     | DAY    | KTY     | NHM      | POC     | WGL    | MCH    | BRI     | DAR     | INDY   | LVS    | RCH     | DOV    | CLT     | TAL     | KAN     | MAR     | TEX    | PHX    | HMS     |           | 2     |

#### Nationwide Series
| Anno | Squadra                  | No. | Vettura e motore | 1       | 2      | 3       | 4       | 5       | 6     | 7      | 8       | 9      | 10      | 11     | 12      | 13     | 14     | 15     | 16      | 17     | 18     | 19       | 20     | 21      | 22      | 23     | 24     | 25     | 26     | 27     | 28     | 29     | 30      | 31     | 32     | 33     | 34      | 35     | Posizione | Punti |
| ---- | ------------------------ | --- | ---------------- | ------- | ------ | ------- | ------- | ------- | ----- | ------ | ------- | ------ | ------- | ------ | ------- | ------ | ------ | ------ | ------- | ------ | ------ | -------- | ------ | ------- | ------- | ------ | ------ | ------ | ------ | ------ | ------ | ------ | ------- | ------ | ------ | ------ | ------- | ------ | --------- | ----- |
| 2010 | JR Motorsports           | 7   | Chevy            | DAY Ret | CAL 31 | LVS Ret | BRI     | NSH     | PHX   | TEX    | TAL     | RCH    | DAR     | DOV    | CLT     | NSH    | KTY    | ROA    | NHM 30  | DAY    | CHI 24 | GAT      | IRP    | IOW     | WGL     | MCH 27 | BRI    | MON    | ATL    | RCH    | DOV 35 | KAN    | CAL Ret | CLT 21 | GAT 22 | TEX 22 | PHX 32  | HMS 19 | 43ª       | 1032  |
| 2011 | JR Motorsports           | 7   | Chevy            | DAY 14  | PHX 17 | LVS 4   | BRI Ret | CAL     | TEX   | TAL    | NSH     | RCH    | DAR     | DOV    | IOW     | CLT    | CHI 10 | MCH    | ROA     | DAY 10 | KTY    | NHM      | NSH    | IRP     | IOW     | WGL    | MON 24 | BRI    | ATL    | RCH 18 | CHI    | DOV    | KAN 15  | CLT    | TEX 11 | PHX 21 | HMS Ret |        | 26ª       | 321   |
| 2012 | JR Motorsports           | 7   | Chevy            | DAY Ret | PHX 21 | LVS 12  | BRI 19  | CAL Ret | TEX 8 | RCH 21 | TAL 13  | DAR 12 | IOW Ret | CLT 13 | DOV Ret | MCH 18 | ROA 12 | KTY 12 | DAY Ret | NHM 14 | CHI 14 | INDY Ret | IOW 11 | WGL Ret | MON Ret | BRI 9  | ATL 13 | RCH 29 | CHI 12 | KTY 14 | DOV 16 | CLT 11 | KAN 10  | TEX 14 | PHX 10 | HMS 13 |         |        | 10ª       | 838   |
| 2013 | Turner Scott Motorsports | 34  | Chevy            | DAY Ret | PHX    | LVS     | BRI     | CAL     | TEX   | RCH    | TAL Ret | DAR    | CLT     | DOV    | IOW     | MCH    | ROA    | KTY    | DAY     | NHM    | CHI    | INDY     | IOW    | WGL     | MDO     | BRI    | ATL    | RCH    | CHI    | KTY    | DOV    | KAN    | CLT     | TEX    | PHX    | HMS    |         |        | 128ª      | 0     |
| 2014 | Turner Scott Motorsports | 30  | Chevy            | DAY 19  | PHX    | LVS     | BRI     | CAL     | TEX   | DAR    | RCH     | TAL    | IOW     | CLT    | DOV     | MCH    | ROA    | KTY    | DAY     | NHM    | CHI    | INDY     | IOW    | WGL     | MDO     | BRI    | ATL    | RCH    | CHI    | KTY    | DOV    | KAN    | CLT     | TEX    | PHX    | HMS    |         |        | 108ª      | 0     |

## Premi e riconoscimenti
500 Miglia di Indianapolis
- 2005 - Rookie of the Year

IndyCar Series
- 2005 - Rookie of the Year
- 2005 - Most Popular Driver
- 2006 - Most Popular Driver
- 2007 - Most Popular Driver
- 2008 - Most Popular Driver
- 2009 - Most Popular Driver
- 2010 - Most Popular Driver

NASCAR
- 2012 - Nationwide Series Most Popular Driver

## Curiosità
- Ha ricevuto il riconoscimento di pilota più popolare in IndyCar per ben 6 anni consecutivi, dal 2005 al 2010, mentre è stata nominata come pilota più popolare in NASCAR Nationwide nel 2012.
- Ha il record di apparizioni nelle pubblicità del Super Bowl avendo partecipato a ben 13 spot, tutti per il suo storico sponsor GoDaddy, spesso oggetto di critiche per la natura spinta di alcune delle sue pubblicità.
- È stata ospite di moltissime trasmissioni negli Stati Uniti, tra le quali il celebre "Late Night with David Letterman". Proprio Letterman è il co-proprietario del team che lanciò Danica sulla scena internazionale.
- Ha recitato in un episodio della serie CSI: NY nel 2010, e nello stesso anno è apparsa in una puntata dei Simpson.
- È l'unica donna ad aver presentato la famosa cerimonia di premiazione sportiva ESPYs nei suoi 26 anni di esistenza, il 18 luglio 2018. In diverse edizioni precedenti vi prese parte in veste di presentatrice di singoli premi.
- Ha fatto parte di un capitolo della serie videoludica Sonic, nella fattispecie "Sonic & All-Stars Racing Transformed", come personaggio giocabile. Ha anche svolto un ruolo di voce narrante e tutorial video nel gioco di corse arcade "Blur".
- Nel 2006 comparve con Dale Earnhardt Jr nel video musicale di Jay-Z "Show Me What You Got" alla guida di una Pagani Zonda Roadster. Nel 2012 prese parte al video di Miranda Lambert "Fastest Girl In Town".
- È stata sposata con il fisioterapista Paul Hospenthal per 8 anni, dal 2005 al 2013. In seguito ha avuto una relazione di 5 anni con Ricky Stenhouse Jr, anch'egli pilota NASCAR. Dall'inizio del 2018 è la compagna del quarterback della NFL Aaron Rodgers.
- È stata fotografata per due edizioni consecutive della rivista annuale Sports Illustrated Swimsuit, nel 2008 e 2009. È inoltre apparsa sulla copertina di Sports Illustrated in seguito al suo exploit nella Indy 500 del 2005, a vent'anni di distanza dall'ultima volta che un pilota IndyCar venisse celebrato dalla famosa rivista.
- Ha da poco avviato diverse attività fra le quali un'azienda vinicola - Somnium - sulle colline della Napa Valley in California, e una linea di abbigliamento sportivo, Warrior. Ha scritto un libro dedicato al fitness intitolato "Pretty Intense" nel quale vengono redatti programmi di allenamento e alimentazione.
- Nel 2006 fu pubblicata la sua autobiografia "Danica - Crossing the Line", e nel 2017 ha collaborato con la giornalista Hannah Storm nel documentario "Danica" trasmesso per la prima volta nel Novembre dello stesso anno.